# تپه کلی یه
تپه کلی یه مربوط به دوران‌های تاریخی پس از اسلام است و در شهرستان دورود، بخش مرکزی، روستای بهرام آباد علیا واقع شده و این اثر در تاریخ ۲۴ اسفند ۱۳۸۳ با شمارهٔ ثبت ۱۱۶۹۷ به‌عنوان یکی از آثار ملی ایران به ثبت رسیده است.